# 2691 Серсік
2691 Серсік (2691 Sersic) — астероїд головного поясу, відкритий 18 травня 1974 року.
Тіссеранів параметр щодо Юпітера — 3,621.